# Elección legislativa de Francia de 1885
Las elecciones legislativas de Francia de 1885 se realizaron el 14 y 18 de octubre de 1885.

## Resultados
| Partido                    | Votos     | Escaños | %      |
| -------------------------- | --------- | ------- | ------ |
| Republicanos oportunistas  | 2.715.583 | 200     | 34,25% |
| Republicanos moderados     | 1.126.967 | 83      | 14,21% |
| Monarquistas               | 991.188   | 73      | 12,50% |
| Bonapartistas              | 882.565   | 65      | 11,13% |
| Conservadores republicanos | 855.409   | 63      | 10,79% |
| Partido Radical-Socialista | 814.675   | 60      | 10,27% |
| Partido Radical            | 994.117   | 40      | 6,85%  |

Fuente: Roi et President
- Datos: Q2059165
- Multimedia: French legislative elections (1885) / Q2059165